# Parafia św. Jadwigi Królowej w Tomaszowie
Parafia rzymskokatolicka pod wezwaniem św. Jadwigi Królowej w Tomaszowie – jedna z 12 parafii dekanatu Radom-Wschód diecezji radomskiej.  

## Historia
Kościół pw. św. Jadwigi Królowej, został zbudowany z czerwonej cegły według projektu arch. Jerzego Filipiuka i konstr. Władysława Gierady jako filialny dla parafii Odechów. Powstał w latach 1985–1990 staraniem ks. Andrzeja Łączyńskiego, proboszcza Odechowa. 28 marca 1999 biskup Edward Materski erygował, z wydzielonego terenu parafii Odechowskiej, samodzielną parafię św. Jadwigi Królowej. 

## Terytorium
- Do parafii należą: Anielin, Dzierzkówek Nowy, Dębniak, Ignaców, Niwa Odechowska, Tomaszów[1].

## Proboszczowie
- 1999–2001 – ks. Jacek Wolski
- 2001–2003 – ks. Czesław Sobolewski
- 2003–2004 – ks. Wojciech Puchalski
- 2004–2011 – ks. Janusz Wach
- 2011–2015 – ks. Sławomir Olak
- 2015–2023 – ks. Stanisław Karasek
- 2023–nadal - ks Rafał Jaworski